# Warsaw Open 2004
Il Warsaw Open 2004 è stato un torneo di tennis che si è giocato sulla terra rossa. 
Il torneo faceva parte del circuito Tier II nell'ambito del WTA Tour 2004. 
Si è giocato a Varsavia in Polonia, dal 26 aprile al 2 maggio 2004.

## Partecipanti

### Teste di serie
| Giocatrice          | Nazionalità | Ranking* | Testa di serie |
| ------------------- | ----------- | -------- | -------------- |
| Amélie Mauresmo     | Francia     | 3        | 1              |
| Venus Williams      | Stati Uniti | 4        | 2              |
| Vera Zvonarëva      | Russia      | 11       | 3              |
| Svetlana Kuznecova  | Russia      | 14       | 4              |
| Paola Suárez        | Argentina   | 15       | 5              |
| Silvia Farina Elia  | Italia      | 16       | 6              |
| Patty Schnyder      | Svizzera    | 17       | 7              |
| Anna Smashnova      | Israele     | 20       | 8              |
| Francesca Schiavone | Italia      | 22       | 9              |

- Ranking al 19 aprile 2004.
- Paola Suárez, testa di serie n° 5 si è ritirata dal torneo a causa di una lombalgia, così Francesca Schiavone è diventata la testa di serie n° 9.

### Altre partecipanti
Giocatrici che hanno ricevuto una wildcard:
- Vera Duševina
- Marta Domachowska

Giocatrici passate dalle qualificazioni:
- Henrieta Nagyová
- Květa Peschke
- Kristen Schlukebir
- Olena Tatarkova

Giocatrici lucky loser:
- Lenka Němečková

## Campionesse

### Singolare
Venus Williams ha battuto in finale  Svetlana Kuznecova con il punteggio di 6–1, 6–4

### Doppio
Silvia Farina Elia /  Francesca Schiavone hanno battuto in finale  Gisela Dulko /  Patricia Tarabini con il punteggio di 3–6, 6–2, 6–1